# T-Formation

Eine Standard T-Formation

Die T-Formation ist eine Formation der Offense im American Football.

## Beschreibung
Die T-Formation ist eine Football-Angriffsformation, die grundsätzlich aus fünf Offensive Linemen (zwei Tackles, zwei Guards und dem Center), zwei die Line unterstützende Tight Ends, einem Quarterback und drei Runningbacks (zwei Halfbacks, einem Fullback) besteht, die nebeneinander mehrere Yards hinter dem Quarterback stehen. Betrachtet man die T-Formation von der gegnerischen Endzone aus, sehen diese vier Backfield-Spieler zusammen wie ein „T“ aus. Einer der drei Runningbacks wird in der Regel als Man in Motion verwendet.
Die T-Formation gilt als einfache Angriffsformation, die das Laufspiel über die drei Runningbacks begünstigt, und dem Quarterback schnelle Würfe auf die Tight Ends bzw. den Man in Motion ermöglicht. Daher ist diese Formation im Kinder- und Jugendfootball populär. Im Profisport findet die klassische T-Formation bei Angriffen kurz vor der gegnerischen Endzone Verwendung, wo das Laufspiel denselben Raumgewinn erzielt wie ein Wurf. Im normalen Spiel werden in der Regel komplexere Angriffsformationen verwendet, die aber z. T. auf der T-Formation basieren.

## Geschichte

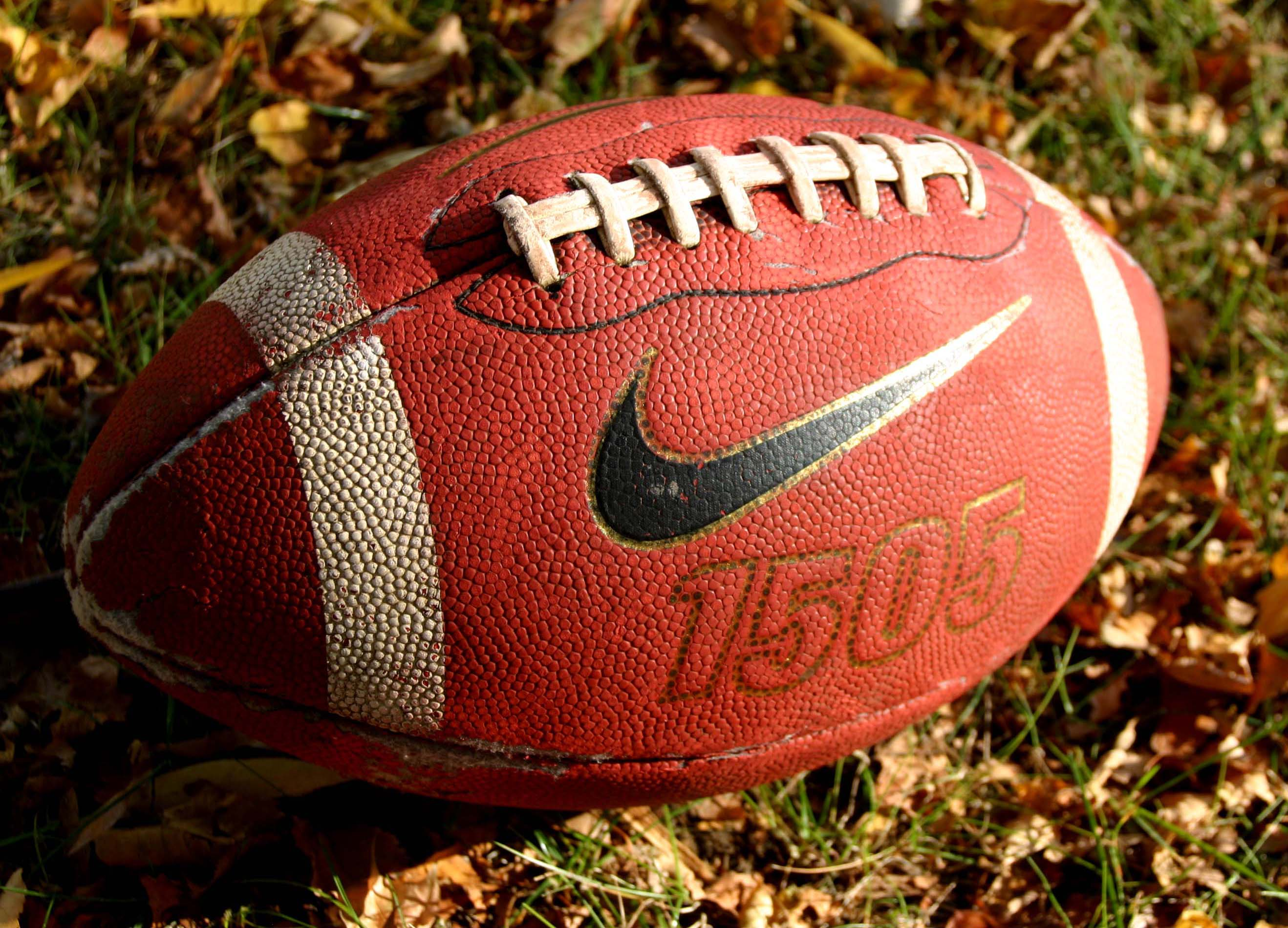
Der 1933 eingeführte moderne Football erleichterte das Wurfspiel.

Die T-Formation ist eine der ältesten Football-Angriffsformationen und wurde schon im 19. Jahrhundert gespielt. Als der Vorwärtspass legalisiert wurde, wurden andere Offensetaktiken populär, insbesondere die sogenannte single-wing formation (dt.: „Ein-Flügel-Formation“). Als 1933 der moderne NFL-Football eingeführt wurde (21 Zoll Umfang, Nähte und Ellipsenform statt bis zu 28 Zoll, Umfang, glatt und melonenförmig), wurde das Werfen einfacher. Als Quarterbacks lange Würfe einzusetzen begannen, wurde die T-Formation wieder populär: die Chicago Bears unter Coach George Halas nutzten einen der drei Runningbacks als Man in Motion, der in den freien Raum lief – und somit Vorläufer der modernen Wide Receiver war. Im College Football führte Frank Leahy sie bei der University of Notre Dame ein und gewann mit den Fighting Irish vier College-Titel, und die Bears gewannen mit dem Hall-of-Fame-Quarterback Sid Luckman zwischen 1940 und 1946 vier NFL-Titel. Die T-Formation bildete den Vorläufer des Pro sets, das eine ähnliche Grundformation mit zwei Wide Receivern benutzt.